# Antonio Damato
Antonio Damato (Barletta, 1972. augusztus 15.–)
olasz nemzetközi labdarúgó-játékvezető. Polgári foglalkozása ügyvéd.		

## Pályafutása

### Nemzeti játékvezetés
A játékvezetői vizsgát 1996-ban tette le. Nemzeti labdarúgó-szövetségének megfelelő játékvezető bizottságai minősítése alapján 5 év alatt lett országos bíró. 2001-2006 között a Serie C, 2006-2010 között a Serie B, 2010-től a Serie A játékvezetője. A küldési gyakorlat szerint rendszeres 4. bírói, illetve alapvonalbírói szolgálatot is végzett. Serie C mérkőzéseinek száma: 70., Serie A mérkőzéseinek száma: 128 (2014. május).
| Időpont             | Helyszín                      | Mérkőzés típusa        | Mérkőzés                      | Eredmény | Nézők száma |
| ------------------- | ----------------------------- | ---------------------- | ----------------------------- | -------- | ----------- |
| 2006. december 10.. | Marcel Saupin Stadion, Nantes | első Serie B mérkőzése | Calcio Catania–Udinese Calcio | 1 – 0    |             |

### Nemzetközi játékvezetés
A Olasz labdarúgó-szövetség (FIGC) Játékvezető Bizottsága (JB) terjesztette fel nemzetközi játékvezetőnek, a Nemzetközi Labdarúgó-szövetség (FIFA) 2010-től tartja nyilván bírói keretében. Az UEFA JB besorolása szerint 2011-től 1. kategóriás bíró. Több nemzetek közötti válogatott és Európa-liga, valamint UEFA-bajnokok ligája klubmérkőzést vezetett, vagy működő társának 4. bíróként segített. Az olasz nemzetközi játékvezetők rangsorában, a világbajnokság-Európa-bajnokság sorrendjében többedmagával a 38. helyet foglalja el 2 találkozó szolgálatával. Válogatott mérkőzéseinek száma: 4 (2012. október 4.).

#### Labdarúgó-világbajnokság
A világbajnoki döntőkhöz vezető úton Brazíliába a XX., a 2014-es labdarúgó-világbajnokságra a FIFA JB játékvezetőként alkalmazta. Selejtező mérkőzéseket az UEFA zónában vezetett.

##### 2014-es labdarúgó-világbajnokság

###### Selejtező mérkőzés
| Időpont           | Helyszín                       | Mérkőzés típusa           | Mérkőzés                         | Eredmény | Nézők száma |
| ----------------- | ------------------------------ | ------------------------- | -------------------------------- | -------- | ----------- |
| 2012. október 12. | Karaiszkákisz Stadion, Pireusz | előselejtező (G. csoport) | Görögország–Bosznia-Hercegovinam | 0 – 0    | 26 211      |

#### Labdarúgó-Európa-bajnokság
Az európai labdarúgó torna döntőjéhez vezető úton Ukrajnába és Lengyelországba a XIV., a 2012-es labdarúgó-Európa-bajnokságra  az UEFA JB játékvezetőként foglalkoztatta.

##### 2012-es labdarúgó-Európa-bajnokság

###### Selejtező mérkőzés
| Időpont          | Helyszín                              | Mérkőzés típusa           | Mérkőzés               | Eredmény | Nézők száma |
| ---------------- | ------------------------------------- | ------------------------- | ---------------------- | -------- | ----------- |
| 2010. október 8. | Georgios Karaiskakis Stadion, Pireusz | előselejtező (F. csoport) | Görögország–Lettország | 1 – 0    | 13 520      |

#### Universiade
Kazany rendezte a 27., a 2013. évi nyári universiade játékot, ahol a labdarúgó tornán a FIFA JB bíróként alkalmazta.
| Időpont          | Helyszín                         | Mérkőzés típusa              | Mérkőzés                   | Eredmény |
| ---------------- | -------------------------------- | ---------------------------- | -------------------------- | -------- |
| 2013. július 5.  | Rubin Stadion, Kazany            | csoportmérkőzés (A. csoport) | Oroszország–Észak-Írország | 1 – 2    |
| 2013. július 10. | Olimpiai Stadion, Kazany         | csoportmérkőzés (D. csoport) | Brazília–Kanada            | 1 – 1    |
| 2013. július 12. | Trudovye Rezervy Stadion, Kazany | egyik negyeddöntő            | Anglia–Ukrajna             | 1 – 0    |
| 2013. július 16. | Rubin Stadion, Kazany            | döntő                        | Franciaország–Anglia       | 3 – 2    |